# José Antonio Fernández Alister
José Antonio Fernández Alister (Los Ángeles (Chile), 28 de enero de 1971) es un ingeniero comercial, empresario y político que se desempeñó como alcalde de Tucapel durante el período 2012-2016 sucediendo a Doña Dina Gutiérrez.
El 27 de enero de 2017 un mes luego de haber dejado su cargo como alcalde de Tucapel la Presidenta de la República Michelle Bachelet lo designó como Director Regional del SENAMA en la Región del Bío-Bío, cargo que asumió hasta el final de su Gobierno.
Se desempeñó como Administrador Municipal de la Comuna de Nacimiento (Chile) desde el 12 de marzo de 2018 hasta el 28 de junio de 2021 tras la derrota del alcalde Hugo Inostroza Ramírez en dicha comuna y debido a ostentar un cargo de confianza, fecha y oportunidad en que asumió  como Concejal de la Comuna de Tucapel.

## Vida personal
José Antonio es el único hombre del matrimonio compuesto por Antonio Fernández Vila y María Leticia Alister Valenzuela. Realizó sus estudios de Enseñanza Media en el Liceo Alemán del Verbo Divino al igual que su rival político Jaime Veloso egresando si 8 años después que este en 1988.
Estudio Ingeniería Comercial en la Universidad de Concepción egresando con Distinción.

## Vida política
Ingreso a la política por su amigo el también empresario Guillermo Ibañez Rollo quién lo propuso para candidato a Alcalde en las Municipales 2012.
Fernández asumió el desafío en el año 2012 un año difícil para Tucapel donde se había inahabilitado al Alcalde Jaime Veloso  y se había escogido en abril de ese año a Dina Gutiérrez como Alcaldesa con quién llegó a un acuerdo para no bajar su candidatura.
Fue elegido Alcalde y asumió el 6 de diciembre en una solemne ceremonia realizada en el Gimnasio Bicentenario de Huépil.

## Gestión municipal
Asumió como alcalde y una de sus primeras medidas fue ordenar una auditoría para transparentar su gestión y poder esclarecer los fondos perdidos durante el mandato de Veloso.
Los cuatro años de Fernández se vieron totalmente afectados con el endeudamiento del municipio lo que hizo que durante sus dos primeros años se vieran totalmente paralizados.
Su gestión se desarrolló en beneficio directo en mejorar la calidad de vida de los estudiantes del sistema municipal, enfocándose en traspasar recursos para una mejor enseñanza.
En relación con salud este no pudo concluir las obras del nuevo Cesfam de Tucapel, obra que a la fecha de entrega de su mandato se encuentra paralizada.
Mientras que en Desarrollo Comunitario su gestión se vio ampliamente estancada por el cambio de su directora por año de gestión lo que hizo que el Departamento no funcionara correctamente.
En el ámbito de obras se debe reconocer las amplias pavimentaciones que este realizó en Huépil y Tucapel.

## Derrota municipal
En los comicios de octubre Fernández fue el único candidato de la Nueva Mayoría ya que no se permitieron las primarias para elegir el candidato, lo que hizo que el PRSD no lo apoyara en la elección. 
Fernández salió a las calles a demostrar su gestión junto a sus funcionarios de confianza, la gente evaluó y comparó su gestión con la su rival el exalcalde Jaime Veloso, mientras que la exalcaldesa Dina Gutiérrez le quitó el apoyo público, el 23 de octubre este perdió la elección municipal entregándole nuevamente el municipio a manos de la derecha.
Muchos políticos atribuyen este hecho a la mala relación que Fernández tuvo con  Dina Gutiérrez durante su gestión municipal y la poca empatía de este con la ciudadanía.